# Budanj
Budanj är en ort i Bosnien och Hercegovina.   Den ligger i entiteten Republika Srpska, i den sydöstra delen av landet, 40 km sydost om huvudstaden Sarajevo. Budanj ligger 572 meter över havet och antalet invånare är 106.
Terrängen runt Budanj är kuperad norrut, men söderut är den bergig. Budanj ligger nere i en dal.Närmaste större samhälle är Foča, 10,1 km öster om Budanj. 
I omgivningarna runt Budanj växer i huvudsak lövfällande lövskog. Runt Budanj är det ganska tätbefolkat, med 67 invånare per kvadratkilometer.